# Sa Talaiassa
Sa Talaiassa ou Sa Talaia est un sommet d'Espagne situé dans l'archipel des Baléares, sur l'île d'Ibiza, et culminant à 486 mètres d'altitude. Il constitue le point culminant de l'île, au sein de la municipalité de Sant Josep de sa Talaia.